# Большой человек в тундре
Большой человек в тундре — персонаж мифологии саамов, большой человек, который живёт в тундре и старается не контактировать с людьми. Он охотится на оленей (возможно, также и разводит их, ведёт кочевое хозяйство), может нанести вред обнаружившему его или его жилище человеку. Сторонники версии о реальности снежного человека склонны считать упоминания о Большом Человеке доказательством того, что саамы знали о его существовании.

## Великаны
В саамских легендах присутствуют множество гигантских существ, от Солнца (персонифицированного) до великана по имени Куйва. Сами саамы не связывают их с Большим человеком, выделяя его отдельно.